# Pareuchiloglanis nebulifer
Pareuchiloglanis nebulifer är en fiskart som beskrevs av Ng och Maurice Kottelat 2000. Pareuchiloglanis nebulifer ingår i släktet Pareuchiloglanis och familjen Sisoridae. IUCN kategoriserar arten globalt som otillräckligt studerad. Inga underarter finns listade i Catalogue of Life.